# Antonio Paes de Carvalho
Antonio Paes de Carvalho (Rio de Janeiro, 13 de junho de 1935 – Rio de Janeiro, 17 de setembro de 2021) foi um médico brasileiro.
Foi eleito membro da Academia Nacional de Medicina em 1981.
Recebeu a Medalha de Ouro Pio XI de 1979, concedida pela Pontifícia Academia das Ciências.